# Жуз

Примерные территории кочевий жузов в начале XX века:
Младший жуз
Средний жуз
Старший жуз

Жуз (каз. Жүз — букв. «лик» или «сотня») — одно из трёх исторически сложившихся крупных объединений казахских родов. Казахское общество традиционно состояло из трёх жузов: старшего (каз. ұлы — букв. «великий»), среднего (каз. орта) и младшего (каз. кіші). Их происхождение и точное время формирования жузов до конца не выяснено — существуют как исторические, так и мифологические версии.
Также, существуют роды среди казахов не входившие в жузы. Это привилегированные рода аксуйеков — торе́ (каз. төре) и ходжа (кожа) (каз. қожа), а также рода толенгит (каз. төлеңгіт), карагаш (каз. қарағаш), кыргыз (каз. қырғыз), каракалпак (каз. қарақалпақ) и сунак (каз. сунақ қожа).

## Возникновение
Казахская историография относит зарождение жузов к началу — XVIII века, дореволюционная историография — к XVII веку.
Согласно мнениям различных советских, дореволюционных и казахстанских исследователей, «жузовость» появилось в ходе внутриэлитной войны чингизидов Торе, после смерти Тауке-хана. Первые ханы трёх жузов появились 1721 году.
Ч. Валиханов считал, что когда Золотая Орда начала распадаться, то для того, чтобы оставить за собой территории своих кочевий, казахи создали такие большие племенные союзы.
По мнению Н. А. Аристова, объединение в жузы произошло во время набегов джунгар.
В. В. Барто́льд связывает возникновение жузов с географическими факторами. Выгодное природно-географическое положение позволило казахам отдалённых регионов сохранить культурно-хозяйственные особенности.
М. П. Вяткин соглашается с доводами Бартольда и добавляет к природно-географическим факторам политические события. Он считает, что обособленные орды в XVI веке сформировались как политические союзы.
Языковед С. Аманжолов считает, что казахи разделились на жузы ещё в X—XII веках, до объединения Чингисханом тюрков и монголов в одну тюрко-монгольскую империю.
Востоковед Т. И. Султанов говорит о скудности достоверных фактов о происхождении жузов и предполагает, что во второй половине XVI века система улусов трансформировалась в жузы.
Не полностью раскрыта и само понятие «жуз». Некоторые учёные связывают его с арабским словом джуз — «основная часть чего-то, ответвление». В восточных документах первые сведения о жузах начинают появляться в середине XVII века. В трудах Махмуда бен Вали, написанных в 1634—1641 годах, описывается, что после смерти хана Шайбани его сын Бахадур «начинает руководить этой страной и улусами… для зимовок и своих джайлауов он выбрал Белую Орду, которая ещё известна как Йуз Орда». Это слово «йуз» некоторые учёные сравнивают с казахским «жузом». То есть, даже арабская летопись подтверждает, что Йуз Орда — Орда Жуз — это и есть Орта Жуз, а значит Центрально-Главнокомандующий Жуз.
Другое мнение выдвигает Багдат Найкам — по его теории жуз означает кольцо или круг. Количество племён соответствует трём кольцам обороны войска. В древние времена тюрки делили войско на 12-9-6 частей. Количество главных племён в каждом кольце составляет 12-6-3. Большое кольцо: Албан, Дулат, Жалаир, Канлы, Шакшам, Ошакты, Сары-Уйсун, Оргели, Суан, Шапрагты, Шанышкылы, Ысты. Среднее кольцо: Аргын, Керей, Конырат, Кыпшак, Найман, Уак. Малое кольцо: Алимулы, Байулы, Жерыру. Таким образом получался 3 уровненный оборонный боевой порядок. Именно оборонная тактика привела к появлению 3 жузов в трудный исторический период, когда казахские племена в основном защищались от внешних врагов: джунгар, калмыков, кокандцев. Таким образом Найкам опровергает иерархическое толкование происхождения жузов.

## Историческая особенность жузов
Родоплеменная структура казахов состоит из трёх жузов: Старший жуз (каз. Ұлы Жүз, «Великий жуз»), Средний жуз (каз. Орта жүз) и Младший жуз (каз. Кіші жүз). Жузы являлись специфической формой социально-политической организации казахской народности. О времени возникновения жузов, причинах их появления, о внутренней структуре общего мнения у учёных нет. Каждый жуз, включают определённые ответвления роды, которые, в свою очередь, состоят из более мелких родов[89][неавторитетный источник?]. Кроме того, имеются роды также входящие в казахскую структуру в процессе исторического этногенеза, находящиеся вне жузовой классификации.
У казахских жузов имелись следующие особенности:
1. внутреннее региональное единство;
2. этническое единство;
3. культурно-хозяйственная общность;
4. общность политического руководства.